# بالولي (شميل)
بالولي (بالفارسية: بالولی) هي مستوطنة تقع في إيران في قسم شمیل الريفي. يقدر عدد سكانها بـ 639 نسمة بحسب إحصاء 2016.